# Chandleria
Genre
Chandleria est un genre de coléoptères de la famille des Staphylinidae, de la sous-famille des Pselaphinae, de la super-tribu des Euplectitae, de la tribu des Metopiasini et de la sous-tribu des Metopiasina.

## Espèces
Chandleria angusta – Chandleria biguttula – Chandleria colombiana – Chandleria elegans – Chandleria spinosa